# Związek Kobiet Żydowskich
Związek Kobiet Żydowskich w Polsce (Jidiszer Frojen-Farband in Pojln – IFO) – kobieca organizacja społeczności żydowskiej w Polsce działająca w latach 1919–1939.
W 1919 r. zorganizowany został Związek Kobiet Żydowskich. Jego geneza nie jest znana, prawdopodobnie uformował się w konsekwencji wyborów parlamentarnych i samorządowych, mających miejsce na początku tego roku. Możliwe jednak że swoją działalność rozwinął przy okazji protestów kobiet w sprawie organizowania i dystrybucji pomocy dla osób pozbawionych dochodu w związku ze wstrzymaniem transferów pieniężnych między Polską a Stanami Zjednoczonymi. Związek Kobiet Żydowskich był w tym czasie jedyną organizacją tego typu w świecie żydowskim wyraźnie posiadającą ambicje kształtowania rzeczywistości politycznej. Jego założycielkami były działaczki syjonistyczne, a zarazem przywódczynie żydowskiego ruchu feministycznego w Polsce. Organem tego środowiska był miesięcznik o charakterze syjonistycznym „Frojen Sztim” (pol. Kobiecy Głos) ukazujący się w Warszawie od 1925 r. Formalnie organizacja została 30 sierpnia 1927 roku ponownie zarejestrowana w Warszawie. Jej celem był rozwój kulturalny, zawodowy i uświadomienie narodowe kobiet żydowskiej i ich emancypacja. Swoje prace prowadziła w sekcjach: zawodowej, opieki nad dziećmi, kulturalno-oświatowej, pomocy prawnej. W ramach sekcji zawodowej prowadzono kursy: krawiectwa, bieliźniarstwa i haftu maszynowego. Sekcja opieki nad dziećmi prowadziła przedszkola dla ubogich dzieci oraz kolonie i półkolonie. Sekcja kulturalno-oświatowa organizowała odczyty z historii, socjologii, rozwoju ruchu kobiecego, higieny osobistej i ogólnej.
W latach 30. pracami Związku kierował zarząd do którego wchodziły lekarka dr Zofia Syrkin-Binszteinowa (przewodnicząca), dr. Estera Mangel-Szmaragd (wiceprzewodnicząca), Pua Rakowska (sekretarka), Lea Proszańska (skarbniczka) i Tochterman (członkini). Siedziba Związku mieściła się w Warszawie na ul. Franciszkańskiej 30.
Statut przyznawał ZKŻ wymieniał trzy kategorie członkiń: rzeczywiste, honorowe i aplikantki, dawał też zarządowi prawo tworzenia oddziałów na terenie całego kraju. Takie oddziały powstały m.in. w Lublinie i Łucku. W latach 1935–1937 do lubelskiego ZKŻ należało od 180 do 200 osób. W skład Zarządu lubelskiego ZKŻ wchodziły: Dora Lewin, Bela Dobrzyńska (wiceprzewodnicząca), R. Nisenbaum, Chana Goldsztejn, M. Bursztyn, R. Zajfen, Ch. Persik, F. Fefer oraz Dina Feder-Ajzner. Członkinie Zarządu funkcje swe pełniły honorowo. Posiedzenia Zarządu odbywały się co jeden, dwa tygodnie. Na Polesiu działały 3 oddziały zrzeszające ponad 250 członkiń.
W wyborach do warszawskiej rady miejskiej w 1938 r. IFO było częścią Zjednoczonego Bloku Syjonistyczno-Demokratycznego, a jego przewodnicząca, Estera Mangel-Szmaragd była kandydatką na radną z okręgu 10 oraz przemawiała podczas wieców wyborczych.